# Poble castral
Un poble castral és aquell nucli habitat que s'organitzà en època medieval al costat o al voltant d'un castell.
Normalment aquestes poblacions, a l'edat mitjana, restaven closes rere muralles. Aquestes muralles podien ser una extensió de les del castell, de manera que arribava a haver-hi dos o tres recintes complementaris (el del castell, sempre més petit, fort i elevat que els altres). En altres casos, el poble tenia recinte murat independent del castell.
En aquest tipus de població, l'església o bé s'edificava al costat de la fortificació (era la capella del castell) o bé quedava fora del límit de la zona tancada per les muralles primerenques. Sovint, es pot relacionar el naixement dels pobles castrals amb processos d'encimbellament o d'encastellament. Trobem una densitat molt més gran de pobles castrals allà on hi ha menys pobles de sagrera, a la Catalunya Nova. Alguns exemples de pobles castrals: Conesa (Conca de Barberà), Concabella (Segarra), Horta de Sant Joan (Terra Alta), la Roca de l'Albera (Rosselló), Orcau, etc.